# محوطه جمال کند ۱
محوطه جمال کند ۱ در شهرستان قزوین، بخش طارم سفلی، روستای حصار واقع شده و این اثر در تاریخ ۲۸ فروردین ۱۳۸۰ با شمارهٔ ثبت ۳۷۳۵ به‌عنوان یکی از آثار ملی ایران به ثبت رسیده است.